# Sender Dannenberg-Pisselberg

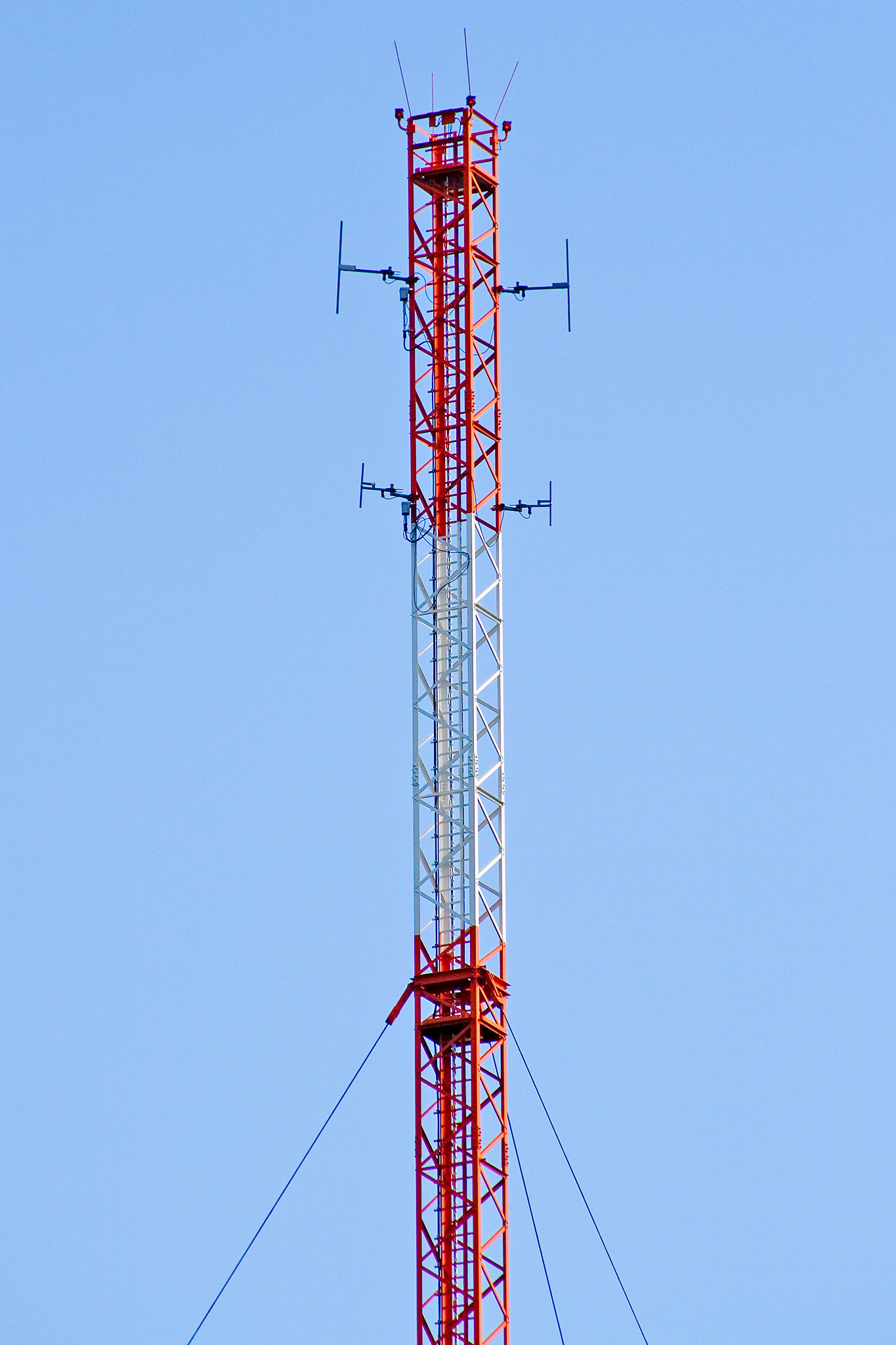
Dipolantennen für BOS-Funk

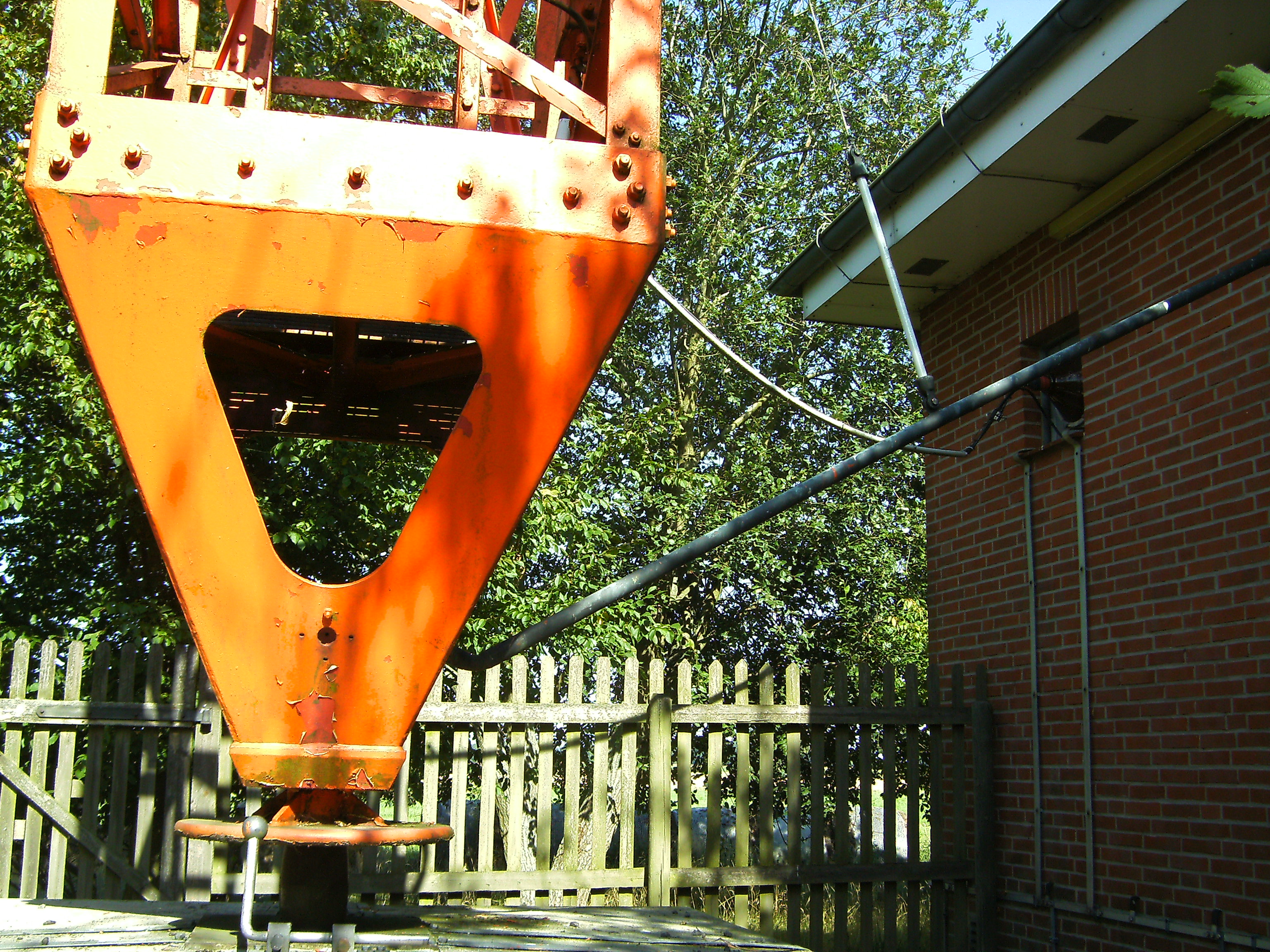
Mastfuß

Der Sender Dannenberg-Pisselberg war eine Sendeanlage für Mittelwellenrundfunk bei Pisselberg in der Nähe von Dannenberg. Der Sender Dannenberg-Pisselberg diente von 1978 bis 1998 zur Verbreitung eines Mischprogramms auf 630 kHz, welches sowohl vom NDR als auch vom SFB geliefert wurde. Wegen Auflagen des Genfer Wellenplans durfte die Anlage nur im Tagbetrieb gefahren werden, wobei die Sendeleistung 88 kW betrug.
Die Sendeantenne bestand aus einem 113 Meter hohen, gegen Erde isolierten, abgespannten Stahlfachwerkmast.
Die für diesen Standort vorgesehene Sendefrequenz 630 kHz wurde anschließend von 2001 bis 2. Januar 2013 vom Sender Cremlingen-Abbenrode abgestrahlt, wobei die Abstrahlung rund um die Uhr erfolgte.
In dem auf dem Gelände befindlichen Gebäude waren neben dem Sender auch sanitäre Einrichtungen, eine Küchenzeile und eine Schlafmöglichkeit untergebracht.
Am oberen Ende des Stahlfachwerkmasts befanden sich vier Dipolantennen für BOS-Funk, jeweils zwei für das 4-Meter-Band und das 2-Meter-Band, 180° gegeneinander am Mast befestigt.
Der Sendemast wurde am 1. August 2014 vormittags gesprengt. Die Gründe waren anstehende Wartungsarbeiten, die schlicht zu teuer für einen Turm wären, der nicht mehr gebraucht wird.